# Mirko Tremaglia

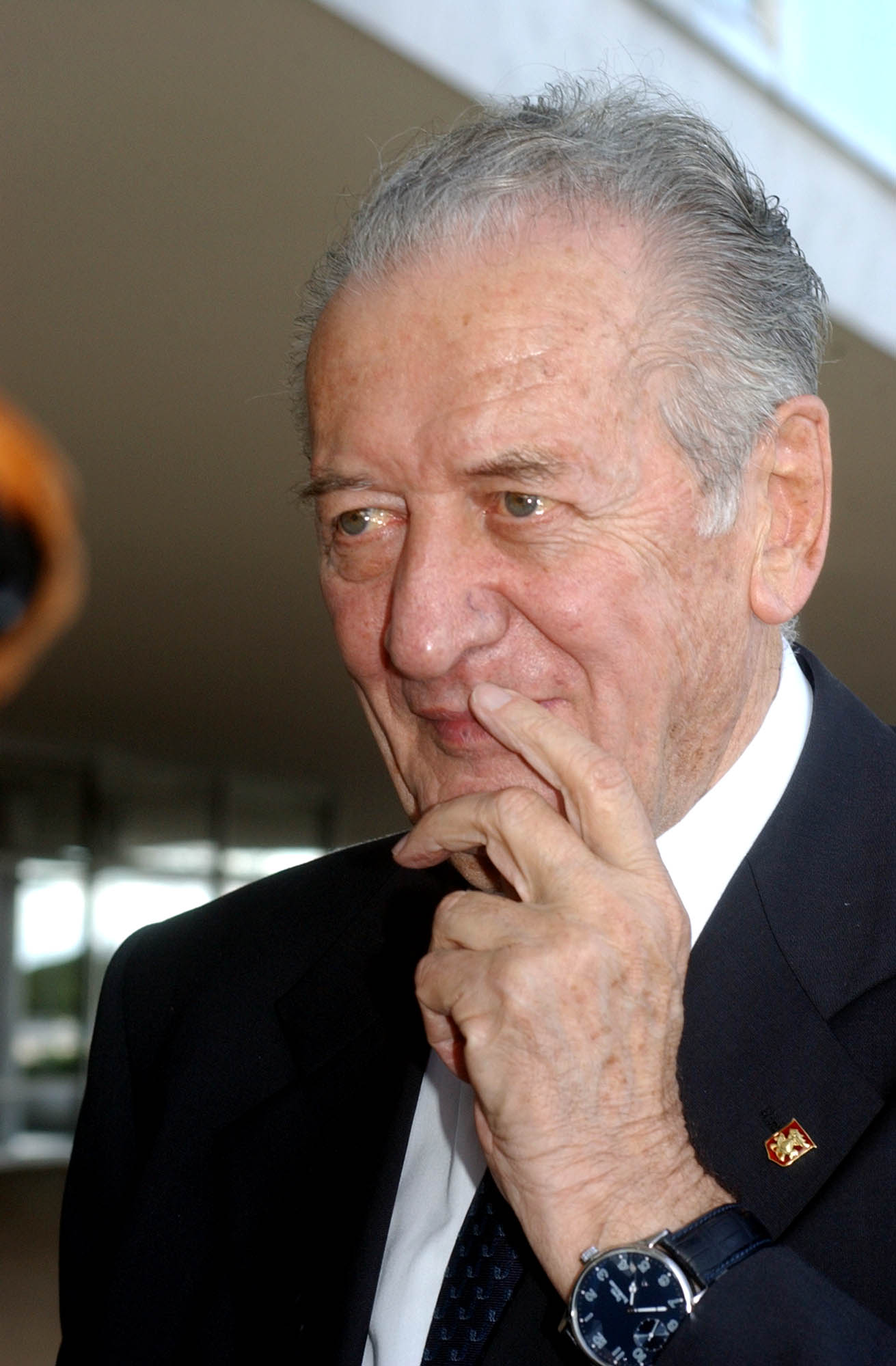
Mirko Tremaglia

Pierantonio Mirko Tremaglia (* 17. November 1926 in Bergamo; † 30. Dezember 2011 ebenda) war ein italienischer Politiker.

## Biographie
Nach dem Gymnasium in Bergamo trat er mit 17 Jahren als Freiwilliger der Guardia Nazionale Repubblicana von Benito Mussolinis Italienischer Sozialrepublik bei. Nach Gefangenschaft bei den Alliierten studierte er Rechtswissenschaft, worin er auch promovierte. Er erlangte die Zulassung als Rechtsanwalt.
Mirko Tremaglia starb im Alter von 85 Jahren nach langer Krankheit in seiner Heimatstadt Bergamo.

## Politische Laufbahn
Er war Mitglied der Camera dei deputati von 1972 bis zu seinem Tode, zuerst für den Movimento Sociale Italiano unter Giorgio Almirante, später für Alleanza Nazionale und Popolo della Libertà. Zuletzt – seit Juli 2010 – gehörte er zu den Abgeordneten des FLI.
Innerparteilich engagierte er sich jeweils für die Betreuung der Italiener im Ausland. Sein wichtigstes Ziel war es, diesen das politische Wahlrecht in Italien zu verschaffen.
Nach der politischen Neuausrichtung der Alleanza Nazionale im Januar 1995 auf dem Parteikongress von Fiuggi unterstützte er Gianfranco Fini. Für diesen organisierte er 1995 eine Reise in die Vereinigten Staaten von Amerika, wobei Kontakte mit der Regierung und mit der jüdischen Gemeinde hergestellt wurden.
Vom 11. Juni 2001 bis zum 17. Mai 2006 war er Minister für die Italiener in der Welt unter Ministerpräsident Silvio Berlusconi. In dieser Funktion erreichte er eine Verfassungsänderung – Lex Tremaglia genannt –, welche ab 2006 den politischen Einfluss der wahlberechtigten Auslandsitaliener stärkte.